# Іртюбяк (присілок)
Іртюбя́к (рос. Иртюбяк, башк. Иртөбәк) — присілок у складі Кугарчинського району Башкортостану, Росія. Входить до складу Ібраєвської сільської ради.
Населення — 70 осіб (2010; 91 в 2002).
Національний склад:
- росіяни — 40%
- башкири — 36%